# Myrcia cardiaca
Myrcia cardiaca é uma espécie de planta do gênero Myrcia. É endêmica ao Brasil, ocorrendo nos estados de São Paulo, Minas Gerais, Mato Grosso e Goiás. De acordo com a União Internacional para a Conservação da Natureza, seu estado de conservação é quase ameaçada.